# France Novak
France Novak, slovenski jezikoslovec, * 1. november 1934, Gorenji Vrh pri Dobrniču.

## Življenje in delo
Novak je leta 1960 diplomiral iz slavistike na ljubljanski Filozofski fakulteti in prav tam 1995 tudi doktoriral. V študijskem letu 1965/66 se je izpoplnjeval na Karlovi univerzi v Pragi. Leta 1964 se je zaposli na Inštitut za slovenski jezik Frana Ramovša ZRC SAZU, kjer je postal 1983 strokovni svetnik. Bil je sourednik prvih dveh knjig Slovarja slovenskega knjižnega jezika, od 1976 pa je delal na pripravi slovarja slovenskega jezika protestantskih pisateljev 16. stoletja.